# Music studio (logiciel)
 (novembre 2020).
Si vous disposez d'ouvrages ou d'articles de référence ou si vous connaissez des sites web de qualité traitant du thème abordé ici, merci de compléter l'article en donnant les références utiles à sa vérifiabilité et en les liant à la section « Notes et références ».
Music studio est une application sur iPod Touch qui sert à composer ou à reprendre des morceaux. Il regroupe plusieurs éléments qui étaient jusqu'à présent réservés aux logiciels sur ordinateurs et matériels coûteux. Il existe une version gratuite et une version payante. Sur cette application se trouvent 22 morceaux qui peuvent être écoutés ou repris. Cette application a été créée par Alexander Gross. Ce jeu est disponible en anglais. Il est compatible avec iPhone, iPod Touch et iPad. 

## Fonctionnalités
- Un clavier de 85 touches photo-réalistes et configurables à la volée.
- 40  instruments de qualité professionnelle échantillonnés en studio à partir de vrais instruments. 50 autres instruments peuvent être achetés sur iTunes.
- Temps d'attaque paramétrables pour chaque instrument.
- 100  rythmes de batterie pré-enregistrés.
- 128 pistes peuvent être enregistrées sur l'application.
- Réglages des mesures et du métronome (tempo).
- Sélection, déplacement, copie, effacement, répétition et transposition de mesures entières.
- Sauvegarde et chargement des séquences avec export au format WAV.
- Export et Import MIDI.
- Sauvegarde automatique conservant les données en cas d'irruption de l'application.
- Le mode double clavier permet de jouer ou enregistrer 2 instruments en même temps.
- Existence d'un mode "Undo" (retour en arrière).